# Cerkiew Kazańskiej Ikony Matki Bożej w Narwi
Cerkiew pod wezwaniem Kazańskiej Ikony Matki Bożej – prawosławna cerkiew cmentarna w Narwi. Należy do parafii Podwyższenia Krzyża Pańskiego w Narwi, w dekanacie Narew diecezji warszawsko-bielskiej Polskiego Autokefalicznego Kościoła Prawosławnego.

## Historia

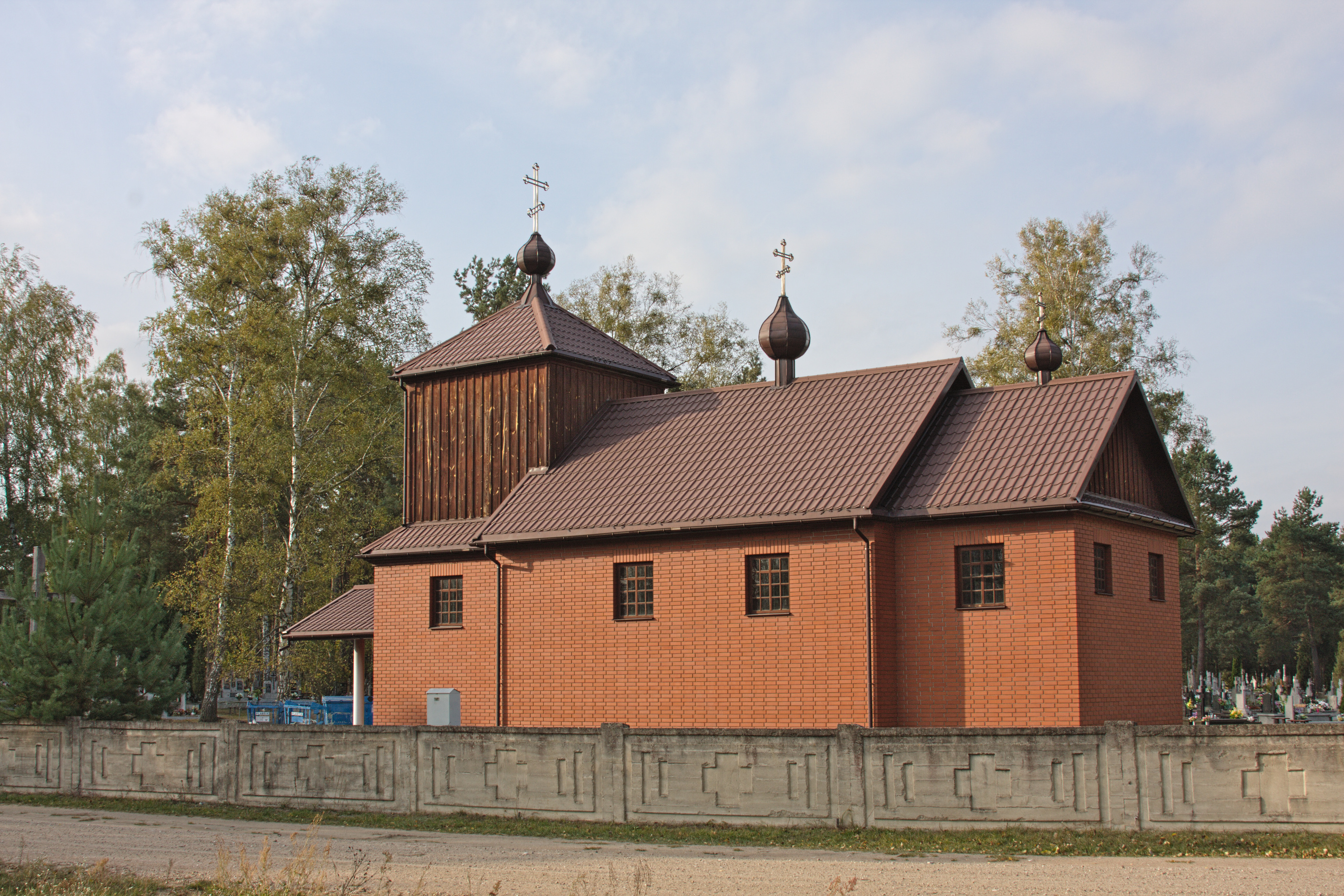

Obecna świątynia jest repliką XVIII-wiecznej cerkwi, znajdującej się pierwotnie w Czyżach. Cerkiew tę sprowadzono do Narwi w 1853 r., na założony w 1804 r. cmentarz unicki (znajdujący się przy ulicy Bielskiej, ok. 250 m od cerkwi parafialnej). Konsekracja świątyni miała miejsce 22 października 1853 (wtedy też otrzymała obecne wezwanie – Kazańskiej Ikony Matki Bożej). W 1882 r. dobudowano do cerkwi wieżę. W 1993 cerkiew przeniesiono na nowy cmentarz prawosławny w Narwi (ok. 1,3 km od cerkwi parafialnej). W trakcie rozbiórki odkryto napis znajdujący się na gałce mosiężnej sygnaturki, w której był osadzony krzyż, który brzmiał „JAKUB SKROCKI MARYNA ŻONA I GRZEGORZ SYN DO CERKWI CZYŻEWSKlEJ OFIAROWALI 1784 R.”. Podczas rekonstrukcji na nowym miejscu przywrócono świątyni pierwotny wygląd (m.in. pokryto dach gontem); ponownej konsekracji dokonano 25 września 1994. Cerkiew całkowicie spłonęła 1 maja 2000 (w dniu prawosławnej Wielkanocy), lecz wkrótce została odbudowana.